# Nombre de Genocchi
Les nombres de Genocchi, qui portent le nom du mathématicien Angelo Genocchi, forment la suite de nombres (Gn)n ≥ 1 définie par sa série génératrice exponentielle :
Ils sont donc entiers, et reliés aux nombres de Bernoulli Bn par la formule
Les premiers nombres de Genocchi sont par conséquent :
1, –1, 0, 1, 0, –3, 0, 17 (suite A036968 de l'OEIS)
et (de même que pour Bn) :
Gn = 0 lorsque n est impair et différent de 1, et les signes des Gn alternent pour n pair.

## Formules
On a :
{\displaystyle -\sum _{k=1}^{n}4^{k-1}{\binom {2n}{2k}}G_{2k}=n}
On a l'égalité suivante:
{\displaystyle \sum _{n=1}^{+\infty }{\frac {(-1)^{n}2^{2n-1}G_{2n}}{(2n)!}}x^{2n}=x\tan x}